# Bonos y obligaciones financieras en México
Los bonos y obligaciones en México son instrumentos emitidos por el gobierno federal a través de la SHCP (Secretaría de Hacienda y Crédito Público) estos tienen diversos plazos y valores dentro de los cuales, las personas podemos elegir el tipo de instrumento que mejor se adapte a nuestras necesidades. En este artículo se mencionan los instrumentos que se encuentran vigentes y se agregaron datos generales como es su plazo, valor nominal, que institución lo emite, entre otras. La finalidad es que se conozcan los diversos instrumentos proporcionados por el gobierno federal para su uso como recursos de inversión. El instrumento más conocido por las personas es el CETE ya que es el más común y el que mayor publicidad tiene por el gobierno, ya sea en camiones de transporte público o en espectaculares.

## Definición de bonos y obligaciones
Los bonos y obligaciones son de gran utilidad al momento de querer financiar las deudas adquiridas por un estado al realizar proyectos de corto y largo plazo, para los cuales su costo es muy elevado y no pueden ser subsidiados por el mismo estado, por tanto se emiten este tipo de documentos. En sí, cuando una empresa del sector privado o un gobierno requieren de dinero para financiarse a largo plazo, emiten algo llamado obligaciones o bonos, estos pueden ser comprados por personas con carácter físico o moral, siendo así que la empresa o gobierno que las emite, recolectan dinero de los inversionistas obligándose a pagar un interés periódico y retornar el capital invertido después de un cierto periodo. Ahora bien, cuando el documento se emite por medio de una empresa privada, es conocido como obligación, por el contrario si es emitido por alguna dependencia gubernamental se conoce como bono.
Las obligaciones generalmente son emitidas y acompañadas de una serie de cupones que son pagares impresos y seriados, cada uno de ellos tiene una fecha definida de vencimiento, en la cual el inversionista llegada la fecha desprende el cupón que corresponde y acude al banco para su debido cobro. Un dato importante de estos documentos, es que, pueden ser negociables en el mercado de valores, pueden ser tratados como acciones. Estos documentos representan una oportunidad de inversión en la deuda pública o privada con un rendimiento periódico dependiendo de la empresa o dependencia gubernamental que los emita.
Los principales bonos emitidos por el gobierno federal son:

## Certificados de la Tesorería de la Federación (CETES)
Este también es conocido como un bono cupón cero. Tienen un valor nominal de $10 pesos amortizable en una sola exhibición al vencimiento del título, su plazo mínimo es de 7 días y su plazo máximo ha sido de 728 días, las emisiones más comunes  suelen ser a 28, 91,182 y 364 días, aunque se han realizado emisiones a plazos mayores, y tienen la característica de ser los valores más líquidos del mercado. Su primera emisión fue 19 de enero de 1978, su rendimiento es a descuento, es decir se comercializan por debajo de su valor nominal, por lo que no devengan intereses en toda la vida del título, de aquí viene su nombre (bono cupón cero). Los CETES liquidan su valor en la fecha de vencimiento y como garantía se puede decir que son títulos de menor riesgo ya que están respaldados por el gobierno federal.
Fórmulas para calcular el precio de los CETES:
{\displaystyle P={\frac {VN}{\left(1+{\frac {r\times t}{360}}\right)}}}
{\displaystyle P=VN\times \left(1-{\frac {d\times t}{360}}\right)}
Donde:
P = Precio del Cete
VN = Valor nominal
t = Plazo del Cete en días
{\displaystyle r={\frac {d}{1-{\frac {d\times t}{360}}}}}
{\displaystyle d={\frac {r}{1+{\frac {r\times t}{360}}}}}

## Bonos de Desarrollo del Gobierno Federal (BONDES D)
Tienen un valor nominal de $100 pesos, su plazo debe ser múltiplo de 28 días y su vencimiento mínimo es de uno a dos años. Su primera emisión fue 17 de agosto de 2006 y tienen el objetivo de fortalecer la estructura de la deuda del Gobierno Federal. Se colocan en el mercado a descuento, con un rendimiento pagable cada 28 días o al plazo que sustituya a éste en caso de días inhábiles(CETES a 28 días o TIIE, la que resulte más alta). Existe una variante de este instrumento con rendimiento pagable cada 91 días, llamado Bonde9.
Fórmula para calcular el precio de los Bondes D:
{\displaystyle P=\left[{\frac {C_{1}+C\times \left[{\frac {1}{R}}-{\frac {1}{R\times \left(1+R\right)^{K-1}}}\right]+{\frac {VN}{\left(1+R\right)^{K-1}}}}{\left[1+R\right]^{\left(1-{\frac {d}{28}}\right)}}}\right]-I_{dev}}
Donde:
P= 	Precio limpio del BONO (redondeado a 5 decimales)
VN= 	Valor nominal del título
d= 	Número de días transcurridos del cupón vigente
Idev1= Intereses devengados durante el periodo 1
{\displaystyle C_{1}=VN\times {\frac {28\times TC_{1}}{36000}}}
{\displaystyle TC_{1}=\left[\left(1+TC_{dev}{\frac {d}{36000}}\right)\left(1+{\frac {r}{36000}}\right)^{28-d}-1\right]{\frac {36000}{28}}}
r = 	“Tasa ponderada de fondeo bancario” publicada el día hábil anterior a la fecha de valuación, expresada en términos porcentuales con redondeo a dos decimales.
{\displaystyle C=VN\times {\frac {28\times TC}{36000}}}
{\displaystyle TC=\left[\left(1+{\frac {r}{36000}}\right)^{28}-1\right]\times {\frac {36000}{28}}}
{\displaystyle R=\left[\left(1+{\frac {r+s}{36000}}\right)^{28}-1\right]}

## Bonos de descuento del Gobierno Federal con tasa fija (Bonos M)
Los Bonos de Desarrollo del Gobierno Federal con Tasa de Interés Fija (BONOS M) son los instrumentos de más reciente creación que se encuentran disponibles para el público inversionista. Estos instrumentos normalmente son emitidos y colocados a plazos mayores a un año, pero pueden ser emitidos a cualquier plazo siempre y cuando este tenga un múltiplo de 182 días. Por esta razón los BONOS M pagan intereses cada seis meses y a diferencia de los BONDES, la tasa de interés se determina en la emisión del instrumento, manteniéndose fija a lo largo de toda la vida del mismo. Tienen un valor nominal de 100 pesos y su colocación es mediante subasta, en el cual los participantes presentan posturas por el monto que desean adquirir y el precio que están dispuesto a pagar. En ocasiones el Gobierno Federal ofrece títulos emitidos con anterioridad a su fecha de colocación, a estos títulos se les conoces como BONOS M a precio limpio (sin intereses devengados), por lo que para liquidar los títulos se le debe sumar al precio del bono los intereses devengados del cupón vigente.
Fórmula para calcular el precio de los Bonos M:
{\displaystyle P=\left[{\frac {C+C\times \left[{\frac {1}{R}}-{\frac {1}{R\times \left(1+R\right)^{K-1}}}\right]+{\frac {VN}{\left(1+R\right)^{K-1}}}}{\left[1+R\right]^{\left(1-{\frac {d}{182}}\right)}}}\right]-C\times {\frac {d}{182}}}
Donde:
P= 	Precio limpio del BONO (redondeado a 5 decimales)
VN= 	Valor nominal del título
d= 	Número de días transcurridos del cupón vigente
{\displaystyle C=VN\times {\frac {182\times TC}{360}}}
{\displaystyle R=r\times {\frac {182}{360}}}

## Bonos de descuento del Gobierno Federal con tasa fija (BPA's)
Los Bonos de Protección al Ahorro son emitidos por el Instituto para la Protección al Ahorro Bancario (IPAB), utilizando al Banco de México como agente financiero. Esto con el objetivo de canjear o refinanciar sus obligaciones financieras para hacer frente a sus deudas, otorgar liquidez a sus títulos y en general, mejorar los términos y condiciones de sus obligaciones financieras. Tienen un valor nominal de $100 pesos y su plazo debe ser múltiplo de 28 días, normalmente estos títulos son emitidos con un plazo de 3 y 5 años. El pago de intereses comenzara a partir de su fecha de emisión y serán iguales al plazo de los Certificados de la Tesorería de la Federación (CETES), a un mes de plazo.
Fórmula para calcular el precio de los BPA´S:
{\displaystyle P=\left[{\frac {C_{1}+C\times \left[{\frac {1}{R}}-{\frac {1}{R\times \left(1+R\right)^{K-1}}}\right]+{\frac {VN}{\left(1+R\right)^{K-1}}}}{\left[1+R\right]^{\left(1-{\frac {d}{28}}\right)}}}\right]-{\frac {C_{1}\times d}{28}}}
Donde:
P= 	Precio limpio del BONO (redondeado a 5 decimales)
VN= 	Valor nominal del título
d= 	Número de días transcurridos del cupón vigente
{\displaystyle C_{1}=VN\times {\frac {28\times TC_{1}}{360}}}
{\displaystyle C=VN\times {\frac {28\times TC}{360}}}

## Bonos de Desarrollo del Gobierno Federal denominados en Unidades de Inversión (UDIBONOS)
Este instrumento está indizado (ligado) al Índice Nacional de Precios al Consumidor (INPC) para proteger al inversionista de las alzas inflacionarias, y está avalado por el gobierno federal. Tienen un valor nominal de $100 UDIS que es equivalente a $502.43 pesos, su plazo es de múltiplo de 182 días y es de tres a cinco años con pagos semestrales. Su primera emisión fue 30 de mayo de 1996,, operan a descuento y dan una sobretasa por encima de la inflación (o tasa real)  del período correspondiente.
Fórmula para calcular el precio de los UDIBONOS:
{\displaystyle P=\left[{\frac {C+C\times \left[{\frac {1}{R}}-{\frac {1}{R\times \left(1+R\right)^{K-1}}}\right]+{\frac {VN}{\left(1+R\right)^{K-1}}}}{\left[1+R\right]^{\left(1-{\frac {d}{182}}\right)}}}\right]-C\times {\frac {d}{182}}}
Donde:
P= 	Precio limpio del BONO (redondeado a 5 decimales)
VN= 	Valor nominal del título
d= 	Número de días transcurridos del cupón vigente
{\displaystyle C=VN\times {\frac {182\times TC}{360}}}
{\displaystyle R=r\times {\frac {182}{360}}}

## Pagaré de Indemnización Carretero
Se le conoce como PIC-FARAC (por pertenecer al Fideicomiso de Apoyo al Rescate de Autopistas Concesionadas), es un pagaré avalado por el Gobierno Federal a través del Banco Nacional de Obras y Servicios S.N.C. en el carácter de fiduciario. Su Valor nominal es de 100 UDIS, por otro lado su Plazo va de 5 a 30 años, mientras tanto el rendimiento es en moneda nacional de este instrumento y dependerá del precio de adquisición, con pago de la tasa de interés fija cada 182 días. Su garantía la ofrece el Gobierno Federal.